# Марьино (Козельский район)
Марьино — деревня в Козельском районе Калужской области. Входит в состав Городского поселения «Город Сосенский».
Расположено примерно в 5 км к северу от города Сосенский.

## Население
На 2010 год население составляло 1 человек.